# Valdir (1937–1977)
Valdir, właśc. Waldir Alves Figueiras (ur. 11 listopada 1937 w São Paulo, zm. 17 lipca 1977) – piłkarz brazylijski, występujący na pozycji napastnika.

## Kariera klubowa
W czasie kariery piłkarskiej Valdir grał w Nacionalu São Paulo i SE Palmeiras. Z Palmeiras zdobył Taça Brasil 1960.

## Kariera reprezentacyjna
W 1960 roku Valdir uczestniczył w Igrzyskach Olimpijskich w Rzymie. Na turnieju Wanderley wystąpił we wszystkich trzech meczach grupowych reprezentacji Brazylii z Wielką Brytanią, Tajwanem i Włochami (bramka).